# Paulina Sigg
Paulina Sigg (ur. 31 sierpnia 1981 w Närpes) – fińska lekkoatletka specjalizująca się w skoku o tyczce.

## Osiągnięcia
- medalistka mistrzostw kraju
- wielokrotna rekordzistka Finlandii

## Rekordy życiowe
- skok o tyczce - 4,15 (2002)
- skok o tyczce (hala) - 3,94 (2002)